# Ròia
La Ròia (en occità Ròia, nom femení; en francès la Roya; en italià il Roia) és un riu en els límits entre França (on neix) i Itàlia (per on corre la darrera part del seu curs), que desaigua prop de Ventimiglia. El seu nom antic fou Rutuba.
Fins al 1860, tot el curs de la Roia estava inclòs dins dels límits del Regne de Sardenya. Quan Sardenya va cedir el comtat de Niça a França, que assignava a aquesta última els municipis de Brelh i Saorgio, la Roia es va trobar a travessar la frontera estatal dues vegades, entrant en territori francès a San Dalmazzo di Tenda a sortir a Piena Bassa. El tractat de pau del 10 de febrer 1947 va assignar l'alta Vall del Roia i els antics municipis piemontesos de Tenda i Briga Marittima a França, alhora que va traslladar la frontera franco-lígur més al sud: de fet Piena i Libri, antigament llogarets d'Olivetta San Michele, van passar. a França.
No se l'ha de confondre amb el Reie, a la desembocadura del qual va néixer la ciutat de Bruges, que en texts antics es deia també Roya.